# Un altro ballo (Gemelli DiVersi)
Un altro ballo è un singolo dei Gemelli DiVersi, pubblicato nel 2004 come primo singolo estratto dal loro album Reality Show, uscito nello stesso anno.

## Descrizione
Il brano ha un buon successo, riuscendo ad arrivare fino alla nona posizione della classifica dei singoli più venduti in Italia, l'11 novembre 2004, e totalizzando circa due mesi in top 20.

## Tracce
1. Un altro ballo
2. Un altro ballo (strumentale)

## Classifiche
| Classifica (2004) | Posizione massima |
| ----------------- | ----------------- |
| Italia            | 9                 |